# Crosswords
Crosswords je EP amerického hudebníka Noaha Lennoxe, který vystupuje pod pseudonymem Panda Bear. Vydáno bylo 28. srpna roku 2015 společností Domino Records a jeho producentem byl spolu s Lennoxem Peter Kember, známý jako Sonic Boom. Album obsahuje celkem pět písní, přičemž tři z nich nikdy předtím nevyšly. Píseň „Crosswords“ vyšlo již v lednu 2015 na desce Panda Bear Meets the Grim Reaper, avšak jde o jinou verzi. Jiná verze písně „The Preakness“ byla roku 2011 uvedena na albu Keep + Animal Collective, stejně jako na speciální verzi desky Tomboy z téhož roku.

## Seznam skladeb
Autorem všech skladeb je Panda Bear.
| Pořadí | Název         | Délka |
| ------ | ------------- | ----- |
| 1.     | Crosswords    | 3:36  |
| 2.     | No Mans Land  | 3:46  |
| 3.     | Jabberwocky   | 4:45  |
| 4.     | The Preakness | 4:11  |
| 5.     | Cosplay       | 4:45  |